# Шахрисаб
Шахрисаб (узбечки: Шаҳрисабз; персијски језик: شهر سبز, Шахри Сабз, што значи „зелени град“) је град у Кашкадаринској покрајини (вилајету) у јужном Узбекистану. Град се налази око 80 км јужно од Самарканда и некада је био највећи град средње Азије, и верује се како је родно место монголског владара из 14. века, Тамерлана.
Град се некада налазио тачно на пола Пута свиле, између Кине и Запада, те се у њему налазе бројне верске грађевине из времена Тамерлана и његових наследника (Тимуриди) од 15. до 16. века. Због тога је уписан на на УНЕСКО-в Списак места Светске баштине у Азији и Аустралазији 2000. године.

## Историја
На месту данашњег Шахрисаба се некада налазио древни град Наутака који је био један од најстаријих градова Средње Азије. Александров генерал Птолемеј I Сотер управо је у овом граду ухватио бактријског сатрапа Беса, чиме је окончано Ахеменидско царство. Александар је зиму 328./327. п. н. е. провео у њему заједно са својом женом Роксаном. У Персијском царству је град био познат као Каш, тј. "Срцу угодан".
Верује се како је 9. априла 1336. у Шахрисабу рођен Тамерлан, од родитеља мањег локалног поглавице. Због тога је током првих година његове монголске државе која се распростирала од Индије до Турске, Шахрисаб уживао заштиту династије Тимурида. Иако је Тамерлан планирао изградити своју гробницу у родном месту, временом је Самарканд постао његова престоница и у њему је изградио свој маузолеј Гур Емир.
Око 1500. Шахрисабом су завладали Узбеци који су владали из Бухаре и град је почео назадовати. Према једној легенди, кан Бухаре, Абдулахкан II, је наредио да се уништи Шахрисаб јер је његов најдражи коњ преминуо због исцрпљености престрмим успоном у град. Међутим, касније га је свладала жалост због тога и дао га је обновити.
Год. 1870. освајају га Руси и постао је део руског Татарстана, а од 1924. године део совјетског Узбекистана.

## Знаменитости
Поред средњовековних купки и базара из 18. века у граду се налазе бројни тимуридски споменици:
- Ак Сарај или "Бела палата" била је летња палата самог Тамерлана. Њена изградња је започела 1380. године када је Тамерлан довео архитекте и уметнике из тек освојеног Хорезма. Али на жалост од палате су преостала само дивовски, 65 метара високи, улазни торњеви украшени раскошним керамичким плочицама плаве, беле и златне боје. Изнад улаза је сачуван натпис: "Ако сумњаш у нашу снагу, погледај наше грађевине".
- Комплекс Дорут Тилават чини џамија петка коју је 1437. године изградио Улугбег у част свога оца Шах Руха, а њено име значи "Плава купола" .[2] Одмах иза џамије Кок Гумбаза налази се посебан облик медресе познате као "кућа медитације", а која је изграђена као маузолеј Улугбега 1438. године, али који никада није послужио као гробница.
- Комплекс Хазрати Имам, одмах источно од Кок Гумбаза, се састоји од маузолеја за који се верује како је гробница имама Амир Кулала из 8. века, те маузолеја Дорусијадата ("Место снаге и моћи") у којему је сахрањен Џехангир, Тамерланов најстарији и најдражи син.
- Тамерланова гробница се налази иза комплекса Хезрати Имама, а састоји се од подземне коморе коју су археолози открили тек 1943. године. Просторија је је готово потпуно испуњена каменим саркофагом на којему натписи наводе како је био намењен Тамерлану. Како је велики освајач сахрањен у Самарканду, овај саркофаг је искоришћен за покоп два тајанствена непозната тела.

- Улаз у Ак Сарај
- Торањ на улазу у Ак Сарај
- Маузолеј Дорусијадат
- Пијаца у Шахрисабу